# Ramón Mifflin
Pour les articles homonymes, voir Mifflin.
Ramón Antonio Mifflin Páez, né à Lima le 5 avril 1947, est un footballeur péruvien, ancien coéquipier de Pelé en club. Il s'est reconverti en entraîneur puis en commentateur sportif.

## Biographie

### Carrière de joueur

#### En club
Surnommé El Cabezón « la grosse tête », Ramón Mifflin était un milieu de terrain cérébral, ayant une très bonne vision du jeu. Issu des divisions inférieures du Centro Iqueño, il rejoint le Sporting Cristal à la fin des années 1960. Il y remporte quatre championnats du Pérou en 1968, 1970, 1972 et 1979, au point de devenir l'une des idoles du club Celeste.
Il s'expatrie au milieu des années 1970, d'abord au Racing Club en Argentine, puis au Santos FC au Brésil, où il rencontre Pelé dont il restera très proche. Il continue sa carrière en NASL, au New York Cosmos, où il a l'occasion de jouer aux côtés de grandes figures du football mondial, telles que Pelé lui-même, ou encore Franz Beckenbauer. Il met fin à sa carrière de joueur à l'Independiente Santa Fe, en Colombie, en 1981.

#### En équipe nationale
International péruvien à 44 reprises entre 1966 et 1973, Mifflin dispute notamment la Coupe du monde de 1970, sous les ordres du Brésilien Didi.

### Carrière d'entraîneur
Dans les années 1990, Mifflin entame une carrière d'entraîneur qui le voit diriger des clubs du nord du Pérou (Carlos A. Mannucci, Deportivo Pesquero) avant de prendre la tête du Sport Boys de Callao à plusieurs reprises au début des années 2000. Sa dernière expérience sur les bancs a lieu en 2012 au sein du Carlos A. Mannucci, club qu'il dirige pour la deuxième fois après son premier passage en 1996.
Depuis 2016, il travaille comme commentateur sportif sur la chaîne de sport péruvienne Gol Perú (es).

## Palmarès(joueur)

### Collectif
| Sporting Cristal - Championnat du Pérou (4) : - Champion : 1968, 1970, 1972 et 1979. |  | New York Cosmos - Championnat de la NASL (1) : - Champion : 1977. |

### Distinctions individuelles
- Inclusion dans l'équipe type de la NASL 1976[5].